# راندي باوش
راندولف فريديرك باوش (بالإنجليزية: Randy Pausch)‏ (26 أكتوبر ،1960- 25 يوليو ،2008) كان استاذاً أميريكا في مجال المعلوماتية، علوم تفاعل الحاسوب والإنسان وكذلك التصميم، وذلك بجامعة كارنيغي ميلون في بيتسبرغ في ولاية بينسيلفينيا. حصلت محاضرتة: المحاضرة الأخيرة على شهرة عالمية وصيت واسع، نظراً لما بها من إبداع، وقد ألقاها راندي بجامعة كارنيغي ميلون في 18 سبتمبر من عام 2007. كان عنوان محاضرتة: "أن تحقق فعلاً أحلام طفولتك"، وهي تعد واحدة من أكثر المحاضرات إلهاماً. أصدرت بعدها دار نشر هايبيرن كتاباً مبنى على المحاضرة وكان الكتاب علي قائمة نيويورك تايمز للكتب الحاصلة على أفضل مبيعات.

## حياتة الأولى
ولد باوش في بالتيمور بولاية ميريلاند بالولايات المتحدة الأميريكية، بعد تخرجة من مدرسة أوكلاند ميلز الثانوية بكولومبيا، ميريلاند، حصل باوش على بكالريوس في علوم الحاسب من جامعة براون في مايو من عام 1982، وبعدها حصل على درجة الدكتوراه في نفس المجال في أغسطس 1988 من جامعة كارنيغي ميلون. أثناء متابعة دراستة العليا، عمل باوش لفترات وجيزة لدى شركات مثل: زيروكس وأدوبي سيستمز، وكذلك معهد بالو ألتو للبحث العلمي.

## المهنة
عمل باوش كأستاذ مساعد بقسم علوم الحاسب، بكلية الهندسة والعلوم التطبيقية بجامعة فيرجينيا، وذلك من العام 1988 حتى عام 1997. أثناء هذه الفترة حصل باوش على إجازات للتفرغ العلمي -ساباتيكال- وذلك للتفرغ للعمل والانغماس في عدة مشاريع إبداعية أخرى، وذلك عن طريق المشاريع التي شارك بها مع معهد والت ديزني للتخيُل وكذلك مركز الفنون الإلكترونية. في العام 1998 أسس باوش ودون مارينيلي، أستاذ الدراما وعلوم إدارة الفنون، سوياً مركزاً للعلوم الترفيهية التكنولوجية بجامعة كارنيغي ميلون. بدأ بعدها باوش بتطوير منهج العوالم الافتراضية بالمركز، والذي قام بتدريسة لمدة عشرة سنوات. كان باوش مستشاراً لجوجل فيما يتعلق بتصميم واجهات المستخدمين، كذلك عمل مستشاراً لبارك إيماجينييرج، وميديا ماتركس. باوش ألّف وشارك في تأليف خمسة كتب، وسبعين مقالة علمية.
باوش هو مؤسس مشروع أليس، وهو تطبيق مفتوح المصدر يخدم الأغراض التعليمية، لتكنولوجيا تطبيقات الأشكال ثلاثية الأبعاد.

## وفاته
توفي باوش بسرطان البنكرياس وقد عرض صور له في أثناء إلقاء محاضرته وأوضح أن المرض قد ينهي حياته في فترة قريبة ولكنه مصر على استغلال الأيام القادمة في قضاء حياته بين أسرته وتحقيق أحلامه.